# A Grandchild's Devotion
A Grandchild's Devotion è un cortometraggio muto del 1906 diretto da Lewin Fitzhamon.

## Trama
Il nonno ubriacone viene buttato fuori dal droghiere. La sua nipotina si mette d'impegno per guarirlo.

## Produzione
Il film fu prodotto dalla Hepworth.

## Distribuzione
Distribuito dalla Hepworth, il film - un cortometraggio di 114 metri - uscì nelle sale cinematografiche britanniche nel novembre 1906.
Si conoscono pochi dati del film che, prodotto dalla Hepworth, fu distrutto nel 1924 dallo stesso produttore, Cecil M. Hepworth. Fallito, in gravissime difficoltà finanziarie, il produttore pensò in questo modo di poter almeno recuperare il nitrato d'argento della pellicola.